# Centre conjoint de coordination des opérations de sauvetage d'Halifax
 (mai 2025).
Si vous disposez d'ouvrages ou d'articles de référence ou si vous connaissez des sites web de qualité traitant du thème abordé ici, merci de compléter l'article en donnant les références utiles à sa vérifiabilité et en les liant à la section « Notes et références ».
 (mai 2025).
Le contenu est difficilement compréhensible vu les erreurs de traduction, qui sont peut-être dues à l'utilisation d'un logiciel de traduction automatique.
Le Centre conjoint de coordination des opérations de sauvetage d'Halifax (JRCC Halifax) est un centre de coordination et de sauvetage exploité par l'Aviation royale canadienne (ARC) et la Garde côtière canadienne (GCC).
Le JRCC Halifax est chargé de coordonner l’intervention de recherche et de sauvetage (SAR) en cas d’incidents aériens et maritimes dans la région de recherche et de sauvetage (SRR) d’Halifax. Cette région couvre les zones de l'océan Atlantique à l'ouest du 30° de longitude ouest, au nord du 42° de latitude nord et au sud du 70° de latitude nord. Elle comprend la masse terrestre de l'est du Canada, soit la totalité de Terre-Neuve-et-Labrador, de l'Île-du-Prince-Édouard, du Nouveau-Brunswick, de la Nouvelle-Écosse, la moitié est du Québec, la moitié sud de l'île de Baffin, ainsi que l'archipel français de Saint-Pierre-et-Miquelon (dans le cadre d'un partenariat,). Le Fulmar de la Marine nationale française, stationné à Saint-Pierre, concourt au SAR dans la zone de responsabilité du JRCC Halifax. Cette zone mesure 4,7 millions de km2 dont environ 80% sont constitués d'eau.
À titre secondaire, le JRCC Halifax coordonne les demandes d’autres ordres de gouvernement pour des ressources fédérales de recherche et de sauvetage. Ces demandes secondaires sont généralement formulées pour des raisons humanitaires qui relèvent de la compétence provinciale ou municipale (p. ex., la recherche de chasseurs disparus, le levage de randonneurs blessés et l’évacuation médicale lorsque les organismes civils ne peuvent pas le faire en raison des conditions météorologiques ou de l’emplacement).

## Mission
« L'objectif national de recherche et de sauvetage (SAR) est de prévenir les pertes de vies humaines et les blessures grâce à des activités d'alerte, d'intervention et d'assistance en matière de recherche et de sauvetage utilisant des ressources publiques et privées. » 
Le JRCC Halifax coordonne et contrôle les unités de recherche et de sauvetage (SRU) dans sa zone de responsabilité. Le centre sert de centre de communication et de point de contact principal pour la coordination et la direction des unités de sauvetage et des commandants sur place afin d’atteindre l’objectif national de la manière la plus sûre et la plus efficace possible.

## Commandement et contrôle
Le ministre de la Défense nationale assume la responsabilité globale du fonctionnement du système fédéral coordonné de recherche et de sauvetage (SAR), les ressources SAR principales (à temps plein) étant fournies par les Forces canadiennes et le ministère des Pêches et des Océans. Au sein des Forces canadiennes, la politique et les procédures de SAR relèvent du Commandement des opérations interarmées du Canada, chaque JRCC étant responsable sur le plan opérationnel devant l’officier militaire supérieur de sa région. Le JRCC Halifax relève du commandant de la Force opérationnelle interarmées (Atlantique).

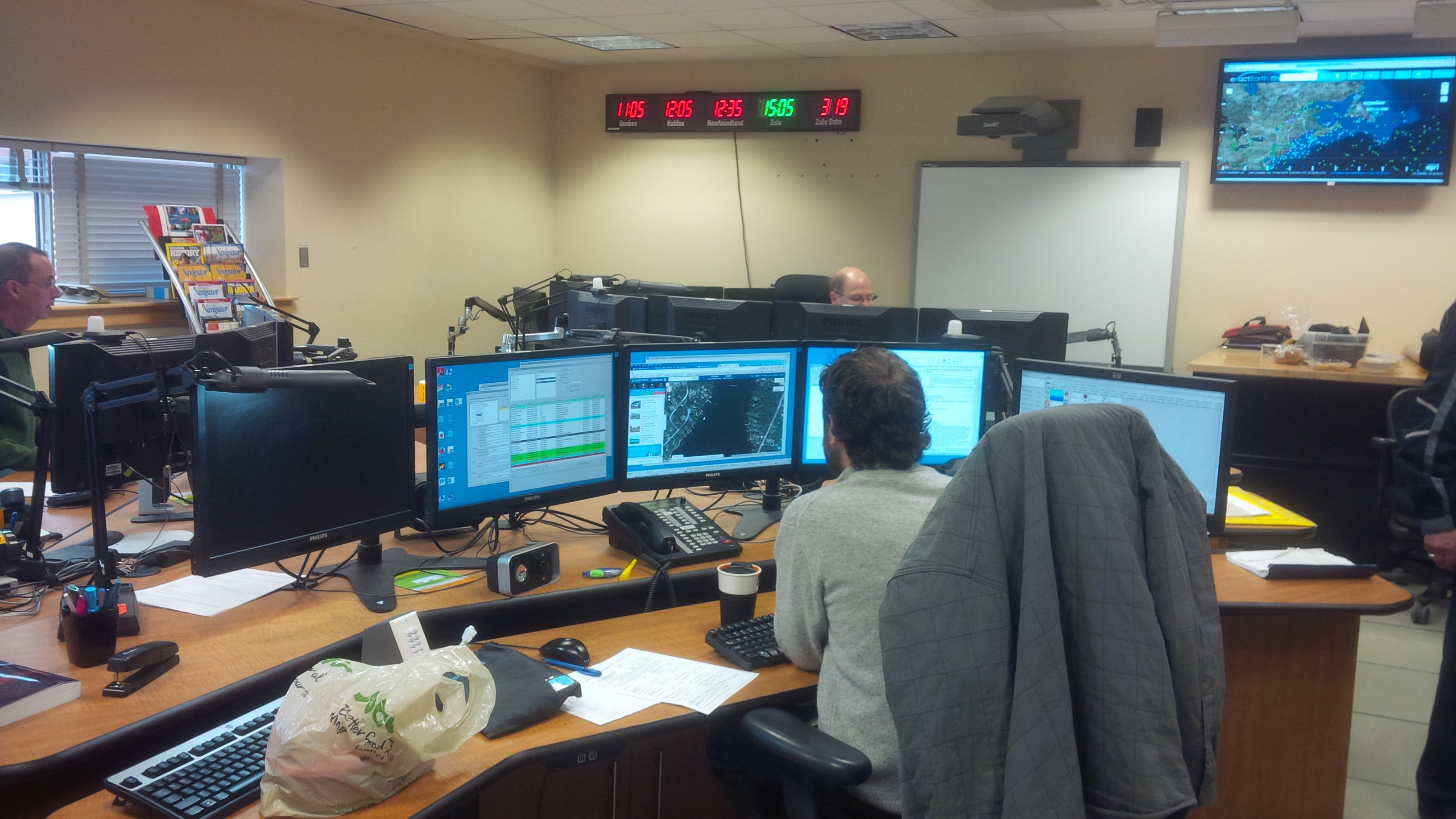
Centre conjoint de coordination des opérations de sauvetage d'Halifax (JRCC Halifax)

## Personnel
Le JRCC Halifax est doté de personnel de l’ARC et de la GCC 24 heures sur 24, toute l’année. Le personnel de service est
- trois coordonnateurs SAR maritimes communément appelés « contrôleurs maritimes » (officiers expérimentés de la GCC),
- un coordonnateur adjoint de recherche et de sauvetage maritime ou « assistant maritime » (officier expérimenté de la GCC),
- un coordonnateur SAR aéronautique communément appelé « contrôleur aérien » (pilote ou navigateur expérimenté de l'ARC); et
- un coordonnateur adjoint SAR aéronautique ou « assistant aérien » (contrôleur de la circulation aérienne ou contrôleur d'armes aériennes expérimenté de l'ARC).

Les contrôleurs aériens et maritimes sont collectivement appelés « coordinateurs de mission ». Tout le personnel du JRCC travaille ensemble en équipe pour garantir que la réponse aux incidents de détresse soit coordonnée efficacement.

## Emplacement
Le JRCC Halifax est situé à la BFC Halifax, à Halifax, en Nouvelle-Écosse. Le JRCC Halifax est relié au Centre canadien de contrôle des missions (CMCC), à Nav Canada et aux systèmes radio des Services de communications et de trafic maritimes de la Garde côtière canadienne.

## Ressources

### Air
La principale ressource aérienne SAR de la SRR d'Halifax est le 413e Escadron de transport et de sauvetage situé à la 14e Escadre Greenwood en Nouvelle-Écosse et le 103e Escadron de recherche et de sauvetage situé à la 9e Escadre Gander à Terre-Neuve-et-Labrador. Les escadrons 413 et 103 sont équipés de l'hélicoptère CH-149 Cormorant ; le 413 utilise également l'avion à voilure fixe CC-130 Hercules. Des ressources sont également disponibles auprès du 444e Escadron de soutien au combat de la 5e Escadre Goose Bay à Terre-Neuve-et-Labrador; le 444e Escadron pilote le CH-146 Griffon..
Les ressources secondaires comprennent d'autres aéronefs de l'ARC, comme le CP-140 Aurora basé à la 14e Escadre, ainsi que des aéronefs exploités par la Civil Air Search and Rescue Association (CASARA), une organisation nationale de pilotes/propriétaires d'aéronefs bénévoles qui participent activement aux recherches d'aéronefs et reçoivent une compensation pour les dépenses engagées pendant la formation et dans les opérations réelles de recherche et de sauvetage.

### Maritime
La Garde côtière canadienne fournit les principales ressources maritimes au système fédéral de recherche et de sauvetage (SAR), avec des navires effectuant continuellement des patrouilles SAR au large des côtes de la Nouvelle-Écosse et de Terre-Neuve-et-Labrador. En plus d'environ 20 bateaux de sauvetage dédiés, il existe 11 bateaux de sauvetage côtiers saisonniers.
Les ressources secondaires comprennent d’autres navires de la GCC et des navires de guerre de la Marine royale canadienne (MRC), ainsi que des navires exploités par la Garde côtière auxiliaire canadienne (GCC), une organisation nationale de marins bénévoles et de propriétaires de navires qui participent activement aux recherches maritimes et reçoivent une rémunération pour leurs services.

### RCC adjacents
Le JRCC Halifax travaille en étroite collaboration avec trois RCC adjacents et partage librement ses ressources avec eux :
- JRCC Trenton, à l'ouest,
- RCC Boston au sud-ouest et RCC Norfolk au sud, et
- RCC Southampton à l'est.

Les JRCC canadiens partagent des circuits radio aériens et maritimes communs et tous les JRCC sont reliés par des lignes téléphoniques directes. Les JRCC canadiens sont reliés entre eux par le réseau informatique du Système canadien de gestion des missions de recherche et de sauvetage (SMMS). Il n’est pas rare que les unités de secours britanniques, américaines ou canadiennes répondent aux appels de détresse dans la zone de l’autre lorsqu’elles sont l’unité disponible la plus proche. Les accords d’exploitation conjointe et les procédures douanières spéciales favorisent une coopération maximale qui offre une réponse optimale à toute difficulté.

### MRSC
Le SRR d'Halifax comprend deux centres secondaires de sauvetage maritime (MRSC) qui sont dotés exclusivement de personnel de la GCC pour coordonner les sauvetages maritimes à l'appui du JRCC d'Halifax dans des zones géographiques spécifiques. Il s'agit notamment de :
- MRSC St. John's (couvre toutes les eaux maritimes autour de Terre-Neuve-et-Labrador et Saint-Pierre-et-Miquelon)[1];
- MRSC Québec (couvre toutes les eaux maritimes du sud du Québec - le golfe du Saint-Laurent et le fleuve Saint-Laurent).

### SARSAT
L’un des outils les plus utiles du programme national de recherche et de sauvetage est le système de surveillance par satellite Cospas-Sarsat, fondé conjointement en 1981 par le Canada, les États-Unis, la France et l’URSS. Actuellement, 18 pays y participent. Le système canadien utilise trois stations terrestres – Edmonton, Churchill et Goose Bay – pour surveiller les satellites en orbite polaire. Ces satellites détectent et localisent les balises de détresse aériennes et maritimes, appelées émetteurs de localisation électronique (ELT) et balises radio de localisation électronique (EPIRB), qui transmettent sur 121,5, 243,0 et 406,0. MHz. Les signaux de détresse qui en résultent sont relayés au Centre de contrôle de mission canadien, situé au JRCC Trenton (à la BFC Trenton), puis acheminés au JRCC approprié pour action.